# 인제기적의도서관
인제기적의도서관은 강원특별자치도 인제군에 있는 공립 도서관이다.

## 연혁
- 2023년 6월 28일 개관.